# Simeria
Simeria (Piski en hongrois) est une ville de Roumanie, en Transylvanie, dans le județ de Hunedoara. Située sur la grand-route de Bucarest, entre les villes de Deva et Orăștie, elle est connue pour la taille du marbre et la construction de monuments funéraires. Sa population en 2011 était de 11 894 habitants.

## Galerie

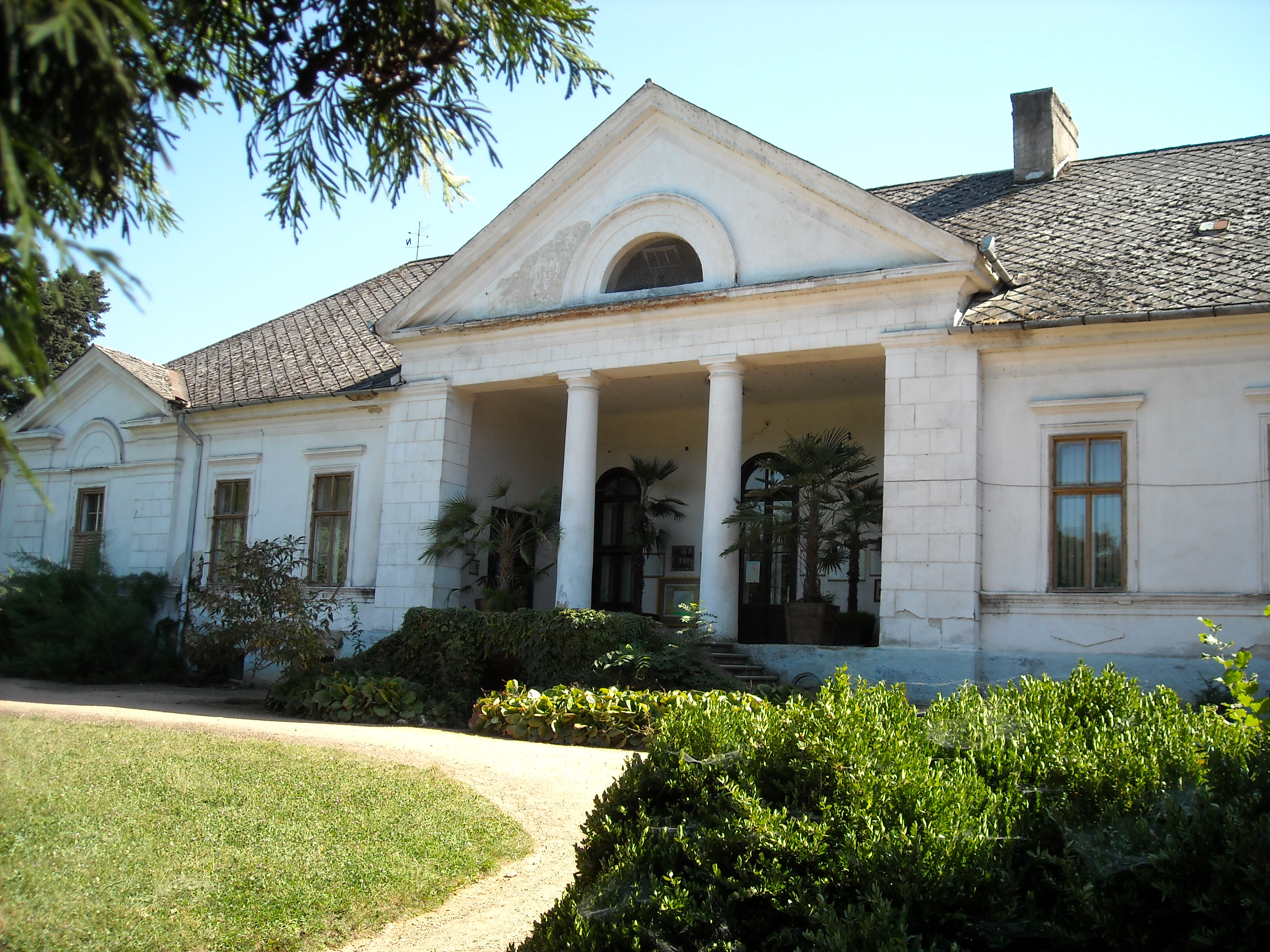
Manoir Gyulay à Simeria.
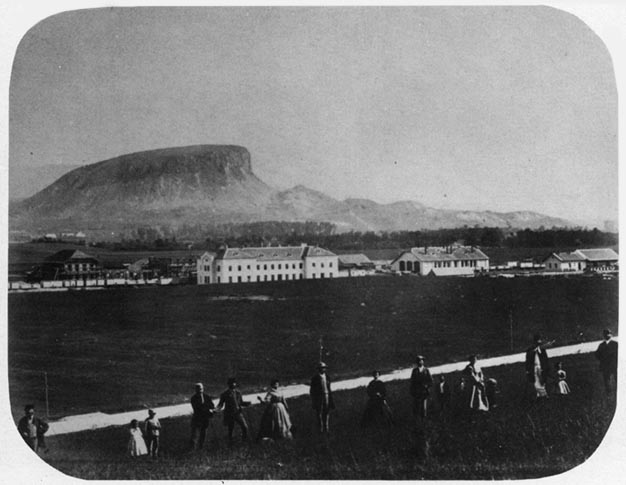
La gare de Simeria en 1870.
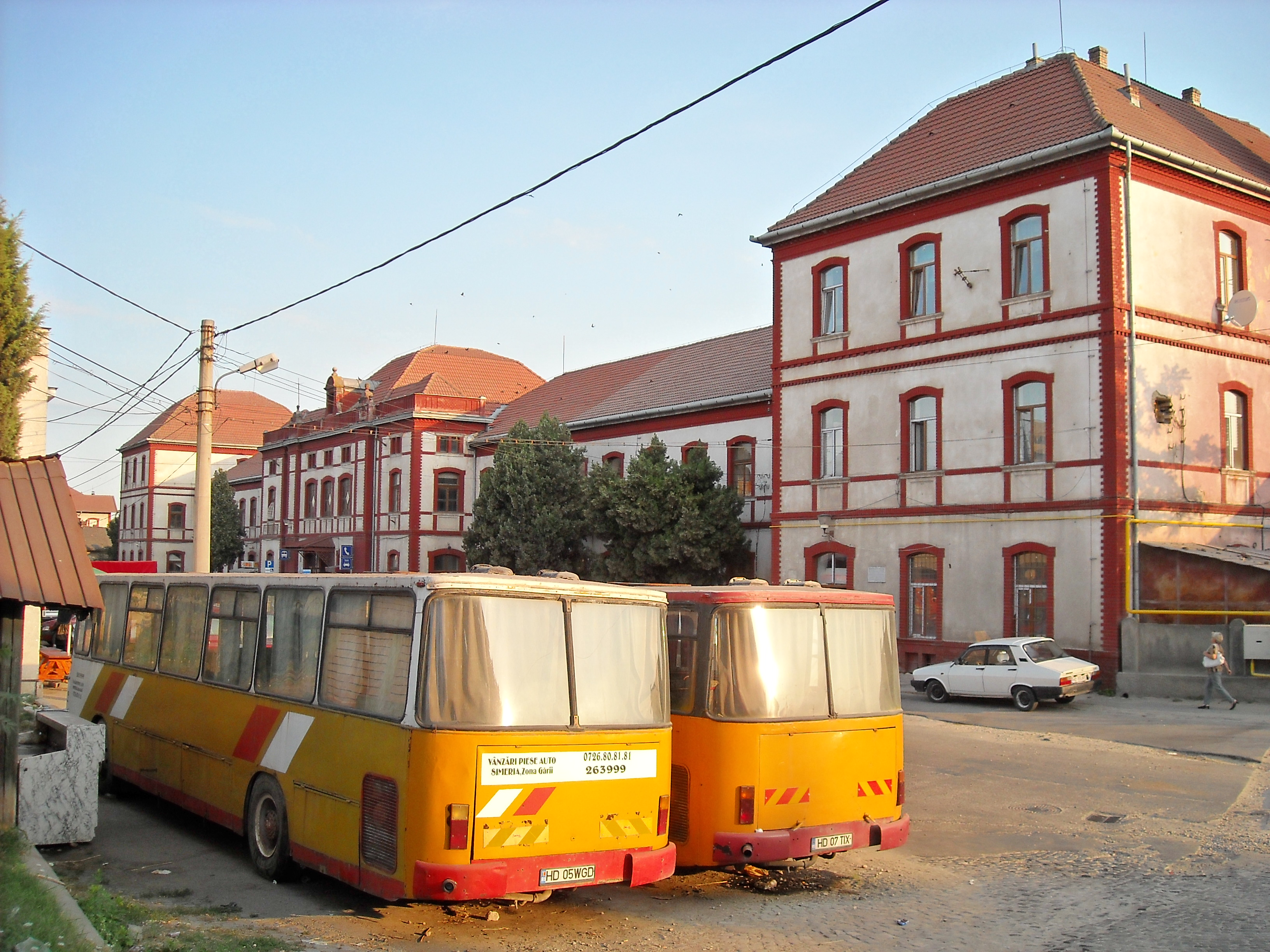
La gare de Simeria en 2008.